# 百色专区
百色专区，中华人民共和国广西壮族自治区已撤消的行政区，在今广西壮族自治区西部。
1949年置，专员公署驻百色县（今百色市右江区）。辖百色、西隆、田阳、万冈、西林、敬德、凤山、田西、天保、乐业、向都、凌云、田东13县。
1950年，原庆远专区所属东兰县划入；敬德、天保2县划归龙州专区。1951年，原武鸣专区所属平治、果德、那马3县划入。同年，原龙州专区所属靖西、镇边、敬德、天保4县划入；向都县划归崇左专区；那马县划归宾阳专区。专区辖17县。
1952年，百色专区由桂西僮族自治区（副省级）领导；辖县作以下调整：
1. 将西隆县和西林县西部合并设置隆林各族自治区；
2. 将田西县和西林县东部合并设置田林县；
3. 将平治、果德2县合并设置平果县；
4. 将凌云、乐业2县合并设置凌乐县；
5. 将敬德、天保2县合并设置德保县。

调整后，百色专区辖13县。
1953年，撤销万冈县，并入东兰、凤山、田阳、田东4县；镇边县改称睦边县。1955年，由东兰、凤山、田东3县析设巴马瑶族自治县；隆林各族自治区改设隆林各族自治县。1956年，百色专区改属桂西僮族自治州。
1958年，省级广西僮族自治区成立，百色专区由自治区直辖。1962年，撤销凌乐县，恢复凌云、乐业2县。1963年，由隆林各族自治县复置西林县。1965年，睦边县改称那坡县；凤山、东兰2县和巴马瑶族自治县划归河池专区。百色专区辖11县、1自治县。
1971年，撤销百色专区，改置百色地区。